# 6. februar
6. februar je 37. dan leta v gregorijanskem koledarju. Ostaja še 328 dni (329 v prestopnih letih).

## Dogodki
- 1832 – v Edinburghu odkrit prvi primer kolere
- 1840 – podpisana pogodba v Waitangiju med Britanci in novozelandskimi Maori
- 1864 – Prusija zasede Danewirk
- 1899 – s podpisom pariškega sporazuma se Španija odpove Guamu, Portoriku in Kubi
- 1919 – pričetek zasedanja nemške ustavodajne skupščine v Weimarju
- 1934 – v Parizu divjajo izgredi desničarskih skrajnežev
- 1942 – letaki pozovejo Ljubljančane, naj naslednji dan v spomin na Prešerna in Gubca zapustijo lokale in ceste
- 1943 – na Zaplani ustanovljen slovenski četniški odred
- 1945 – Rdeča armada prodre čez Odro
- 1958 – osem nogometašev Manchester Uniteda je umrlo v strmoglavljenju letala v Münchnu
- 1988 – Michael Jordan prvič izvede svoj značilni met.
- 1999 – v Rambouilletu se prične mirovna konferenca za rešitev kosovske krize
- 2015 – Tina Maze na smukaški tekmi Svetovnega prvenstva 2015 v Vailu osvoji naslov svetovne prvakinje.
- 2023 – močan potres prizadene obmejno območje med Turčijo in Sirijo ter zahteva več kot 50.000 žrtev.

## Rojstva
- 1347 – Doroteja iz Montauja, nemška mistikinja, puščavnica, svetnica († 1394)
- 1461 – Džore Držić, hrvaški duhovnik, pravnik, pesnik († 1501)
- 1612 – Antoine Arnauld, francoski rimokatoliški teolog, filozof in matematik († 1694)
- 1664 – Mustafa II., sultan Osmanskega cesarstva († 1703)
- 1665 – Anne Stuart, britanska kraljica († 1714)
- 1853 – Ignacij Klemenčič, slovenski fizik († 1901)
- 1895 – George Herman »Babe« Ruth, ameriški bejzbolist († 1948)
- 1905 – Władysław Gomułka, poljski komunistični voditelj († 1982)
- 1911 – Ronald Wilson Reagan, ameriški predsednik († 2004)
- 1912 – Eva Anna Paula Braun, Hitlerjeva ljubica († 1945)
- 1917 – Zsa Zsa Gabor, madžarsko-ameriška igralka († 2016)
- 1932 – François Roland Truffaut, francoski filmski režiser († 1984)
- 1940 – Dubravka Tomšič Srebotnjak, slovenska pianistka hrvaškega rodu
- 1945 – Robert Nesta »Bob« Marley, jamajški pevec rock reggaeja, glasbenik († 1981)
- 1950 – Natalie Cole, ameriška pevka in igralka († 2015)
- 1966 – Rick Astley, britanski pop pevec
- 1978 – Olena Zelenska, ukrajinska arhitektka, scenaristka in prva dama
- 1983 – Branko Ilič, slovenski nogometaš

## Smrti
- 743 – Hišam ibn Abd al-Malik, kalif Omajadskega kalifata (* okoli 691)
- 1140 – Thurstan, yorški nadškof (* 1070)
- 1155 – Sigurd II., norveški kralj (* 1133)
- 1169 – Toros II., vladar Kilikijske Armenije
- 1292 – Vilijem VII. Veliki, montferraški markiz (* 1240)
- 1378 – Ivana Burbonska, francoska kraljica (* 1338)
- 1597 – Frane Petrić (it.: Francesco Patrizi), hrvaško-italijanski renesančni humanist (* 1529)
- 1617 – Prospero Alpini, italijanski zdravnik, botanik (* 1553)
- 1685 – Karel II., angleški kralj (* 1630)
- 1695 – Ahmed II., sultan Osmanskega cesarstva (* 1643)
- 1793 – Carlo Goldoni, italijanski dramatik (* 1707)
- 1803 – Gasparo Angiolini, italijanski koreograf (* 1731)
- 1804 – Joseph Priestley, angleški kemik (* 1733)
- 1833 – Pierre André Latreille, francoski duhovnik, entomolog, akademik in predavatelj (* 1762)
- 1898 – Karl Georg Friedrich Rudolf Leuckart, nemški zoolog, pedagog (* 1822)
- 1899 – Georg Leo Caprivi, nemški general in politik slovenskega rodu (* 1831)
- 1900 –
  - Elija Benamozegh, italijanski judovski rabin in kabalist (* 1823)
  - Pjotr Lavrovič Lavrov, ruski filozof (* 1823)
- 1918 – Gustav Klimt, avstrijski slikar (* 1862)
- 1923 – Edward Emerson Barnard, ameriški astronom (* 1857)
- 1943 – Hendrik A. Seyffardt, nizozemski general (* 1872)
- 1952 – Jurij VI., britanski kralj (* 1895)
- 1954 – Friedrich Meinecke, nemški zgodovinar (* 1862)
- 1976 – Vince Guaraldi, ameriški jazzovski glasbenik (* 1928)
- 1991 – Salvador Edward Luria, ameriški mikrobiolog, nobelovec 1969 (* 1912)
- 1993 – Arthur Ashe, ameriški tenisač (* 1943)
- 2002 – Max Ferdinad Perutz, angleški molekularni biolog, nobelovec 1962 (* 1914)
- 2003 – José Craveirinha, mozambiški pesnik (* 1922)
- 2014 – Stane Koritnik, slovenski operni pevec, baritonist (* 1937)
- 2021 – Ruža Aćimović Janežič, slovenska zdravnica (* 1928)

## Goduje
- sveti Tit
- sveta Doroteja
- sveti Teofil
- sveti Amand